# Татяна Томова
Татяна (Таня) Томова е българска актриса. Дългогодишно присъствие има на сцените на театър „Сълза и смях“, Театър 199 и Плевенския театър.
На сцената на Театър 199 играе заедно с Меглена Караламбова, Пламена Гетова и Христо Живков в постановката „Три високи жени“ от Едуард Олби с режисьор Христо Христов. Въплъщава се в ролята на Ния в постановката на „Преспанските камбани“ от Димитър Талев на сцената на Нов драматичен театър „Сълза и смях“.
На Стената на славата пред Театър 199 има пано с нейните отпечатъци.
Прави филмови роли в кино-продукциите Мъже без мустаци (1989) и Суламит (1997).

## Филмография
- Мъже без мустаци (1989), 6 серии